# Château de Vignoles
Le château de Vignoles est un château récent de style Empire situé à Vignoles (Côte-d'Or) en Bourgogne-Franche-Comté .

## Localisation
Le château est implanté au sud du village, rue des Châteaux.

## Historique
En 1452 la maison-forte de Vignoles appartient à Jaques de Lugny. En 1565, les chanoines de Châlons vendent leur motte de Vignoles à Jean Parizot. Au moment de la Révolution, le Pasquier est un ancien château entouré d'un large fossé attenant à un petit parc. Il est racheté en 1854 par Alfred de Vergnette de Lamotte qui construit l’actuel château au cours du XIXe siècle à proximité de l’ancien dont il subsiste un colombier rond isolé dans un pré. L’aile nord du bâtiment principal a été endommagée durant la guerre 1939-1945[réf. souhaitée].

## Architecture
Dans un grand parc traversé par le Rhoin, le château de style Empire se compose de plusieurs corps de bâtiments formant un plan en L. Il comprend un rez-de-chaussée surélevé sur cave semi-enterrée et deux étages dont un de comble. Les toits brisés à croupes sont couverts d'ardoises et percés de lucarnes[réf. souhaitée]. 

## Valorisation du patrimoine
La propriété mise en vente en 1970 et rachetée par la ville de Beaune abrite un centre équestre.